# Guillaume Durand (filosof)
Guillaume Durand (latin Guilielmus Durandus), född omkring 1270 i Saint-Pourçain-sur-Sioule, Auvergne, död 1334, var en fransk skolastiker.
Durand blev 1317 biskop av Limoux 1317 och 1326 biskop i Meaux. Han var först anhängare av Tomas från Aquino, men blev sedermera dennes motståndare. I skolastiken representerar han övergången från realismen till nominalismen; han var i flera avseenden påverkad av Duns Scotus och en föregångare till Occam, men mer kritisk än positiv. För sin självständiga hållning har han fått tillnamnet doctor resolutissimus. Hans huvudarbete är en kommentar till Lombardus sentenser (tryckt i Paris 1508, 1515; många upplagor).